# Henry Johnson (Louisiane)
Pour les articles homonymes, voir Henry Johnson (homonymie) et Johnson.
Henry Johnson, né le 14 septembre 1783 et mort le 4 septembre 1864, gouverneur de la Louisiane du 13 décembre 1824 au 15 décembre 1828, Républicain-démocrate. 